# 아브둘라시트 사둘라예프
아브둘라시트 불라체비치 사둘라예프(러시아어: Абдулраши́д Була́чевич Садула́ев, 1996년 5월 9일~)는 러시아의 레슬링 선수이다. 2016년 하계 올림픽에서 미들급 금메달, 2020년 하계 올림픽에서 헤비급 금메달을 획득했다. 또한 세계 선수권 대회 5회, 유러피언 게임 2회, 유럽 선수권 대회 4회 우승을 달성했다.